# Kvas (piće)
Kvas (staroslavenski: квасъ, kvasъ sa značenjem: kvasac) hladni je napitak s niskim sadržajem alkohola (oko 1 %) dobiven fermentacijom mješavine raži ili mljevenog ječma, raženog brašna i šećera.

## Osobine
Kvas sadrži mnogo vitamina B1 i E, što mu daje ljekovita svojstva. Ne preporučuje se ljudima koji imaju problema s jetrom, gastritisom i povišenim krvnim tlakom.

## Načini pripremanja
U tradicionalnoj se metodi koristi ili sušeni raženi kruh ili kombinacija raženog brašna i raženog slada. Osušeni raženi kruh ekstrahira se vrućom vodom i inkubira 12 sati na sobnoj temperaturi, nakon čega se ekstraktu doda krušni kvasac i šećer i fermentira 12 sati na 20 °C. Alternativno, raženo brašno se kuha, pomiješa s raženim sladom, krušnim kvascem, šećerom i pekarskim kvascem i zatim fermentira 12 sati na 20 °C.
Najjednostavnija industrijska metoda proizvodi kvas iz koncentrata sladovine. Koncentrat se zagrijava i miješa s otopinom vode i šećera kako bi se stvorila sladovina s koncentracijom šećera od 5 – 7 % i pasterizirala kako bi se stabilizirala. Nakon toga, sladovina se pumpa u spremnik za fermentaciju, gdje se dodaje pekarski kvasac i kultura bakterija mliječne kiseline, a otopina se fermentira 12 – 24 sata na 12 do 30 °C. Samo oko 1 % ekstrakta fermentira u etanol, ugljični dioksid i mliječnu kiselinu. Nakon toga, kvas se hladi na 6 °C , bistri se ili filtracijom ili centrifugiranjem, i podešava se adržaj šećera, ako je potrebno.
U početku se punio u velike posude iz kojih se kvas prodavao na ulicama, a sada se velika većina industrijski proizvedenog kvasa puni i prodaje u plastičnim bocama od 1 – 3 litre i ima rok trajanja 4 – 6 tjedana. 
Kvas obično ima 0,5 – 1,0 % alkohola po težini, ali ponekad može biti i do 2,0 %.